# BKS-Hochhaus

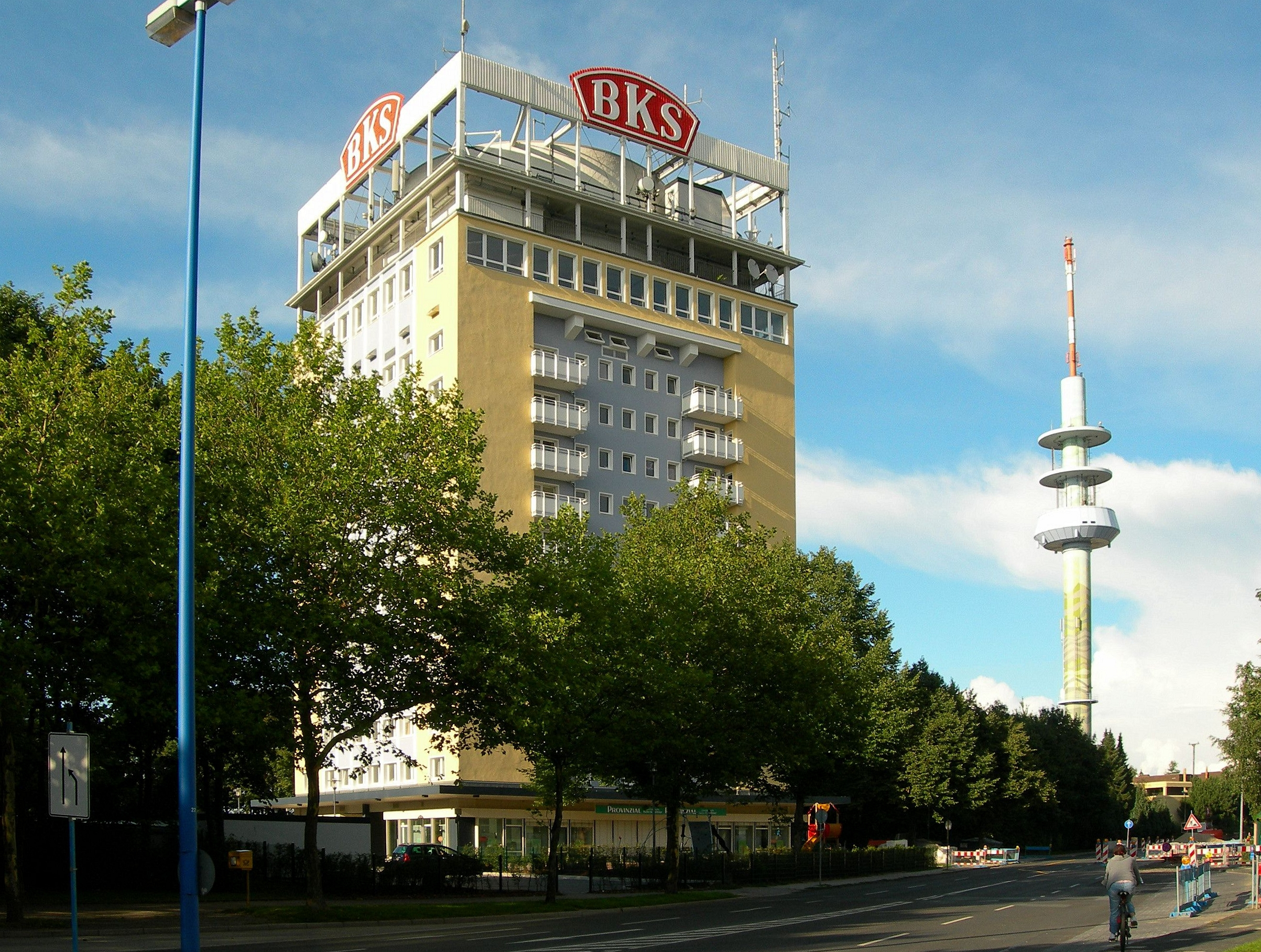
Das BKS-Hochhaus noch mit den Werbeschildern

Das BKS-Hochhaus in Velbert, bei der Einweihung im November 1958 offiziell als Haus Niederberg getauft, ist ein 1957/58 erbautes, dreizehnstöckiges Gebäude auf der Lindenstraße 1. Überregionale Bekanntheit erreichte das Hochhaus durch die gemeinsame Nutzung einerseits als Wohn- und Geschäftshaus und andererseits als Wasserturm. Die namensgebenden Werbetafeln des benachbarten Unternehmens BKS an allen vier Seiten am Hochhaus wurden im Dezember 2021 ersatzlos entfernt.

## Geschichte
Nach der Gründung des Wasserwerks Essen-Kettwig und dem Bau eines ersten 250 Kubikmeter fassenden Wasserturms am Dalbecksbaum 1891 wurde erstmals eine geregelte Wasserversorgung der Stadt Velbert und seiner 6.000 Einwohner sichergestellt. 1904 wurde der Wasserturm auf der Steeger Straße mit 900 Kubikmetern gebaut, um dem Wasserverbrauch der wachsenden Bevölkerung gerecht zu werden.
Erste Planungen eines noch größeren Wasserturms gehen zurück bis ins Jahr 1938. Doch erst nach Ende des Zweiten Weltkriegs wurden die Pläne 1953 wieder aufgenommen. Da es in der auf mittlerweile über 50.000 Einwohner gewachsenen Stadt auch an Wohnraum mangelte, entschied man sich für eine Lösung, die schon in der Stadt Brühl erfolgreich umgesetzt worden war: Die Kombination eines Wasserturms mit einem Wohnhaus. Bis 1956 scheiterte die Realisierung an der Finanzierung, bis der Direktor der Velberter Stadtwerke Willibald Janßen unter Beachtung des sozialen Wohnungsbaus ein Konzept vorlegte, welches im April 1957 zum Start des Baus führte. Die Einweihung des Gebäudes mitsamt Ladenzeile im Erdgeschoss und Restaurant in der obersten Etage erfolgte im November 1958. Die ersten Mieter konnten bereits im April 1958 einziehen. Auf Betreiben des Velberter Bürgermeisters Eduard Bovensiepen wurde das Hochhaus als Haus Niederberg benannt.

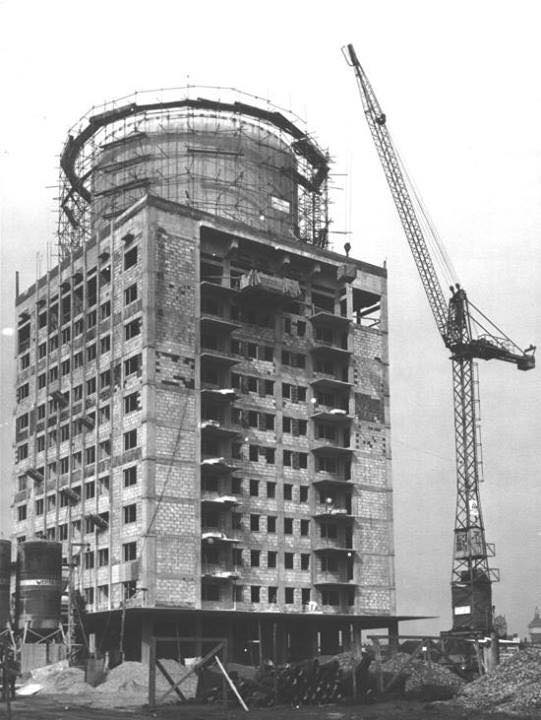
BKS Hochhaus Velbert im Bau

Da das benachbarte Unternehmen BKS vor der Eröffnung an dem Gebäude an allen vier Seiten große Werbeschilder auf dem Dach anbringen ließ, die von weitem sichtbar waren, wurde das Hochhaus allerdings recht schnell im Volksmund als BKS-Hochhaus bekannt. Das Unternehmen BKS war allerdings nie Besitzer des Hochhauses, sondern nutzte das Gebäude lediglich als Werbeträger. Die markanten Werbeschilder wurden am 13. Dezember 2021 aufgrund von Unstimmigkeiten mit den Stadtwerken Velbert als Vermieter und der darauffolgenden Auflösung des Mietvertrags abgehängt.

## Konstruktion
Das Hochhaus hat einen quadratischen Grundriss von 24 Metern Kantenlänge. Für den Bau wurden 7000 Tonnen Beton gebraucht. Im Erdgeschoss existiert eine Ladenpassage, da drüber zehn Etagen mit insgesamt 77 Wohnungen und darüber ein Zwischengeschoss für die Technik und einer weiteren Etage für ein Restaurant.
Kernstück des 47 Meter hohen Gebäudes war jedoch der Wasserbehälter mit einem Volumen von 3000 Kubikmeter und einem Querschnitt von 18 Metern und einer Höhe von zwölf Metern. Die Baukosten betrugen damals 2,2 Millionen D-Mark. Die Stadtwerke bewarben die Wohnungen mit dem Slogan "Ein ganzes Dorf unter einem Dach", da in der Ladenpassage ein Friseur, Blumenladen, Textilfachgeschäft und ein Selbstbedienungsgeschäft zur Verfügung standen. Für damalige Verhältnisse war die Wohnlage mit Doppelverglasung, voll ausgestattetem Bad, zwei Aufzügen, einer Gemeinschaftsantennenanlage und einem Gemeinschaftswaschkeller sehr modern. Es gab außerdem Müllschlucker auf jeder Etage, der Abfall wurde im Keller in einer Müllverbrennungsanlage verbrannt. In unmittelbarer Umgebung wurde eine Grünanlage mit Springbrunnen und Kinderspielplatz errichtet. Im Restaurant unter dem Dach konnten bis zu 150 Gäste die Aussicht genießen.

## Nutzung
Das Restaurant wurde allerdings nach einigen Jahren geschlossen. Danach nutzte die Velberter AWO 20 Jahre lang die Etage für eine Altentagesstätte. Seit 2005 steht die Etage allerdings komplett leer. Es gibt allerdings bis heute noch originale Einrichtungsgegenstände aus der Zeit, in der die Etage als Restaurant genutzt wurde, so existieren etwa Türen und Tresen des alten Restaurants. Außerdem eine Garderobe, ein Tisch oder eine Eckbank stehen noch dort. Sogar die Vitrine, in der Torten ausgestellt wurden, ist vorhanden.
Die ursprünglich als Mietwohnungen geplanten Wohneinheiten im Gebäude sind mittlerweile reine Eigentumswohnungen. Die Ladenzeile wird heute von einem Friseur, einem Versicherungsbüro und einem Schönheitssalon genutzt.

## BKS-Hochhaus in der Literatur
Der in unmittelbarer Nähe zum BKS-Hochhaus aufgewachsene Autor Wim Martin setzte dem für seine Heimatstadt ikonischen Gebäude in seinem 2018 erschienenen Roman "Das schlagende Herz" ein Denkmal. Jahre zuvor hatte bereits der Satiriker Robert Gernhardt in einem seiner Werke neben einem Spottgedicht über Velbert eine Ansichtskarte mit dem Wahrzeichen der Stadt abgebildet.

## Belege
1. ↑  Mathias Kehren: BKS-Hochhaus in Velbert jetzt ohne "BKS" - Super Tipp Online. In: supertipp-online.de. 14. Dezember 2021, abgerufen am 19. Dezember 2021 (deutsch).
2. 1 2  WZ.de: Wohnhaus mit Wasserturm, 12. August 2011.
3. ↑  WAZ.de: Neues Altes von der Lindenstraße, 12. August 2011.
4. ↑  Susanne Kollmann: Einblicke in die „Thermoskanne“. In: Westdeutsche Allgemeine Zeitung. Funke Mediengruppe, 2. Dezember 2012, abgerufen am 1. Mai 2025.

Koordinaten: 51° 19′ 56,4″ N, 7° 2′ 45,1″ O